# Chalcosyrphus proxima
Chalcosyrphus proxima är en tvåvingeart som först beskrevs av Hull 1944.  Chalcosyrphus proxima ingår i släktet mulmblomflugor, och familjen blomflugor. Inga underarter finns listade i Catalogue of Life.